# Universidade Acadia
A Universidade Acadia é uma universidade pública, predominantemente de graduação localizada em Wolfville, na provincia canadense da Nova Escócia, com alguns programas de pós-graduação no nível de mestrado e um no nível de doutorado.

## História
A Acadia University tem suas origens em uma extensão da Horton Academy em Wolfville estabelecida em 1828 por batistas da região, que serão reunidos nos Canadian Baptists of Atlantic Canada (Ministérios Batistas Canadenses).   Foi fundado em 1838 como Queen's College. Em 1966, ela encerrou sua afiliação com os Canadian Baptists of Atlantic Canada (Ministérios Batistas Canadenses). 
O campus de Wolfville abriga os Arquivos da Universidade Acadia e a Galeria de Arte da Universidade Acadia. A Acadia oferece mais de 200 combinações de graus nas faculdades de artes, ciências puras e aplicadas, estudos profissionais e teologia. A proporção aluno-corpo docente é de 15:1 e o tamanho médio das turmas é de 28 alunos. O Open Acadia oferece cursos de correspondência e educação à distância.